# Fartein Valen
Olav Fartein Valen (28. august 1887 – 14. december 1952) var en norsk komponist, søn af en missionær på Madagaskar, men voksede siden op i Norge. Han skrev klaversonater, klaverværker, violinsonater, violinkoncerter, salmer og korværker, skrev herudover fugaer, vokalværker samt en del orkesterværker og 5 symfonier. Man anerkendte hans dygtighed som komponist, men opfattede hans musik som både grim og unorsk, kun en snæver kreds værdsatte hans musik[kilde mangler].

## Udvalgte værker
- Symfoni nr. 1 (1937–1939) - for orkester
- Symfoni nr. 2 (1941–1944) - for orkester
- Symfoni nr. 3 (1944–1946) - for orkester
- Symfoni nr. 4 (1947–1949) - for orkester
- Symfoni nr. 5 (1951) (ufuldendt) - for orkester
- "Pastorale" (1929–1930) - for orkester